# 瑞雲院 (矢板市)
瑞雲院（ずいうんいん）は、栃木県矢板市大字東泉にある曹洞宗の寺院。

## 沿革

### 創建
慶長年間に鏡山寺の二代目住職照嶺呑鏡を開山、岡本保真を開基とし、保真の父塩谷義通の隠居屋敷に鏡山寺の末寺として創建される。ただ、現在こそ末寺という扱いになっているが、元々鏡山寺の奥の院的なものとして創建されており、そのため瑞雲院は、寺号を持たず、鏡山寺の二代目住職である照嶺呑鏡から四代目の山川呑鏡まで三代に渡って、瑞雲院の初代から三代までの住職を兼務しており、現在でも、鏡山寺を下寺（しもでら）、瑞雲院を上寺（かみでら）と呼んでいる。
また、保真は、岡本氏の養子となりながら、父である義通の塩谷氏の家督も継いでいたため、瑞雲院には岡本氏と塩谷氏の両方の家紋が掲げられている。

### 創建年について
開山の年について、文禄4年（1595年）とする伝承があるが、瑞雲院の開山となった照嶺呑鏡が二代目住職を務めていた鏡山寺の開山が慶長2年（1597年）であり、時系列的に成立しない。一方で、瑞雲院が創建された地には、元々、曲渕薬師堂という堂が建てられており、これの創建が文禄4年と伝わっているため、矢板市が刊行する矢板市史の年表の文禄4年の項には、「瑞雲院建つというも曲渕薬師堂建立か」と記しており、薬師堂建立と瑞雲院の創建が混同されていることを示唆している。
他方、岡本氏の系図を見ると、岡本保真の事績の記述に、具体的な創建年は記されていないが、瑞雲院の創建を江戸幕府二代将軍徳川秀忠公との謁見（但し、謁見当時は将軍職ではない）ののちのこととして記している。保真が秀忠に謁見したのは慶長4年（1599年）のため、瑞雲院の開山は慶長4年から、開山の照嶺呑鏡が没した慶長9年（1604年）3月27日以前の間に行われたことは確実である。また、保真と保真の兄である岡本義保が父である義通の一周忌の供養を命日である11月1日合わせて高野山で行っており、これらのことから、文禄4年の開山の伝承は、義通の一周忌である慶長4年の誤りとし、瑞雲院は、慶長4年の義通の命日である11月1日のころに義通の隠居屋敷を利用して創建されたとする見解が有力となっている。

### 曲渕薬師堂
開基である保真については、次のような伝承がある。
文禄4年（1595年）ごろ、保真は眼病を患っており、医師に見せても直らなかったという。しかし、祖父である正親の居城であった泉城のそばに流れていた内川にあった曲渕（まがりふち）という深い渕に、ある夜、保真の夢枕に老僧が現れ、保真が信仰していた薬師如来が出現するとのお告げがあり、曲渕で仏像を見つけ、薬師堂を立てて毎日信心したら眼病が治ったという。この薬師堂は太平洋戦争のころまで残っており、老朽化により現在は壊されているが、薬師如来自体は、現在も瑞雲院に残されている。